# Wallaroe
De wallaroe, bergkangoeroe of euro (Osphranter robustus) is een kangoeroe uit het geslacht Osphranter. De wetenschappelijke naam van de soort werd voor het eerst geldig gepubliceerd door John Gould in 1840. Deze soort leeft in grote delen van Australië.

## Uiterlijk
De wallaroe heeft een lichaamslengte van 134 tot 156 cm en een staart van 64 tot 73 cm lang. Het gewicht bedraagt 15,5 tot 26,5 kg. Mannelijke dieren zijn over het algemeen groter dan vrouwelijke. De vacht is overwegend donkergrijs, zandbruin of roodbruin van kleur, met een lichtgrijze buik. De lichaamsbouw van de wallaroe is vergelijkbaar met de meeste andere kangoeroes.

## Leefwijze
De wallaroe is een graseter die solitair leeft. Deze soort is overwegend actief tijdens de schemering en de nacht. Overdag houdt de wallaroe zich over het algemeen schuil in grotten of onder bomen en rotsrichels. Deze soort kan overleven zonder regelmatig te drinken. Om aan water te komen graaft de wallaroe dikwijls gaten in de grond, waar ook andere diersoorten van profiteren. De wallaroe kan achttien jaar oud worden. Zijn voedsel bestaat uit grassen, zeggen en bladen van struikjes.

## Leefgebied
De wallaroe leeft in grote delen van Australië in overwegend droge rotsachtige gebieden. De soort ontbreekt in het zuidoosten, het zuidwesten van West-Australië en het noorden van het Kaap York-schiereiland in Queensland.

## Ondersoorten
Er worden drie ondersoorten onderscheiden: de oostelijke wallaroe (O. r. robustus), de hertwallaroe (O. r. cervinus) en de Barrow Island-wallaroe (O. r. isabellinus). De mannelijke oostelijke wallaroes hebben een donkergrijze vacht, terwijl deze bij vrouwelijke dieren zandbruin van kleur is. Deze ondersoort leeft in het oosten van Australië. De hertwallaroe leeft in het westen van Australië en heeft een roodbruine vacht. De Barrow Island-wallaroe leeft alleen op Barroweiland in West-Australië en heeft een kleiner formaat dan de andere twee ondersoorten. Deze ondersoort wordt als kwetsbaar geclassificeerd.
Soms worden in plaats van de hertwallaroe twee andere ondersoorten onderscheiden, O. r. woodwardi en O. r. erubescens. O. r. woodwardi is grijsbruin van kleur en leeft in de Kimberley in West-Australië en een deel van het Noordelijk Territorium. O. r. erubescens leeft in het overige westelijke deel van het verspreidingsgebied.